# Лисикл (V век до н. э.)
Лисикл (др.-греч. Λυσικλῆς) — афинский политический деятель и военачальник в 20-х годах V века до н. э.
По утверждению Эсхина из Сфетта, торговец скотом Лисикл был человеком «низкого происхождения». После смерти Перикла Аспасия стала жить с Лисиклом и родила от него сына Пориста. Как подчёркивал Эсхин, именно благодаря влиянию Аспасии, Лисикл приобрёл немалое политическое влияние в Афинах, став «первым человеком» в государстве. Аристофан в комедии «Всадники», издеваясь над предводителями демагогов, соединяет имя Лисикла с именами двух славящихся своей распущенностью гетер. Антиковед Суриков И. О. отметил, что Лисикл более нигде не отмечен в источниках в качестве видного общественного деятеля. Но все-таки нет оснований сомневаться, что на краткое время, между Периклом и Клеоном, Лисикл действительно «выдвинулся на очень влиятельную позицию».
В 428 году до н. э. Лисикл вместе с другими тремя военачальниками возглавил флотилию из двенадцати кораблей, отправленную с целью получения дани от союзников. В Карии, являвшейся важным податным округом Афинской архэ, но нерегулярно вносившей форос, афиняне подверглись нападению местных жителей в долине реки Меандр. В бою пали многие греческие воины, среди которых был и Лисикл. Это было очередным поражением афинян в Малой Азии — после неудачной экспедиции Мелесандра, состоявшейся немногим ранее.